# Каратаев, Николай Дмитриевич
Николай Дмитриевич Каратаев (24 декабря 1931, Нижнеангарск, Бурятия — 13 февраля 2024) — советский и российский тренер по лёгкой атлетике. Мастер спорта СССР. Заслуженный тренер РСФСР.

## Биография
Николай Дмитриевич Каратаев родился 24 декабря 1931 года в посёлке Нижнеангарск Северо-Байкальского района Республики Бурятия. Отец работал в милиции, и в то время семья часто переезжала. За десять лет Николай успел сменить девять школ, последней стала школа в Кабанске, которую он окончил в 1949 году.
Лёгкой атлетикой занялся в 18 лет. В составе сборной Бурятии участвовал в чемпионате СССР 1952 года в Ленинграде, где стал седьмым в метании копья с результатом 51,40 м. Затем выполнил норматив первого разряда. Стал бронзовым призёром чемпионата СССР в помещении 1953 года и чемпионата СССР 1954 года. 18 мая 1958 года на соревнованиях в Краснодаре метнул копье на 73 метра 5 сантиметров, занял второе место, уступив лишь знаменитому олимпийскому чемпиону Виктору Цыбуленко, и получил звание «мастер спорта СССР».
В 1953 году Николай Дмитриевич окончил Ленинградский государственный дважды орденоносный институт физической культуры имени П. Ф. Лесгафта. Оставшись там работать, до 1957 год был преподавателем кафедры лёгкой атлетики.
В 1958 году переехал в Сталинград. С 1958 по 1960 год преподавал в ДСО «Спартак» и Сталинградском политехническом институте. С 1960 по 1979 год был старшим преподавателем и заведующим кафедрой лёгкой атлетики в Волгоградском государственном институте физической культуры.
С 1970 по 1982 год работал председателем облспорткомитета. С 1984 по 1998 год был тренером ОШВСМ, а с 1998 года — ВУОР.
Подготовил 5 мастеров спорта международного класса, заслуженного мастера спорта России, двух заслуженных тренеров России, 15 мастеров спорта России, среди которых:
- чемпион мира среди юниоров 1988 года, участник трёх Олимпиад (1988, 1996, 2000) Владимир Овчинников[1],
- победитель Игр доброй воли 1994 года, участник Олимпийских игр 1992 года Андрей Шевчук[1],
- призёр юниорских чемпионатов мира и Европы, трёхкратный чемпион России (2006, 2007, 2009) Алексей Сысоев[1],
- чемпион мира среди юниоров Алексей Товарнов,
- серебряный призёр юниорского чемпионата мира 2010 года Илья Шкуренев (впоследствии — чемпион Европы в помещении 2015 года)[4],
- многократный призёр чемпионатов России Евгений Саранцев, и многие другие спортсмены[5][6][7].

При подготовке многоборцев с 2001 года работал в тандеме с Михаилом Ивановичем Зацеляпиным.
Женат, есть дочь.

## Награды и звания
- Медаль «В ознаменование 100-летия со дня рождения Владимира Ильича Ленина».
- Медаль «Ветеран труда».
- Медаль «За развитие лёгкой атлетики».
- Почётный знак «За заслуги в развитии Олимпийского движения в России».
- Знак «Отличник физической культуры и спорта».
- Грамоты Спорткомитетов СССР и России.
- Грамоты Администрации Волгоградской области и города Волгограда.